# Hitman 3
Hitman 3 é um jogo eletrônico de furtividade desenvolvido e publicado pela IO Interactive. É o oitavo título principal da série Hitman, o último da trilogia World of Assassination, e foi lançado em 20 de janeiro de 2021 para  Microsoft Windows, Nintendo Switch, PlayStation 4, PlayStation 5, Stadia, Xbox One e Xbox Series X/S. Hitman 3 conclui o arco de historia iniciado em Hitman de 2016, acompanhando o assassino profissional Agente 47 e seus aliados enquanto caçam os líderes da organização secreta Providence, que controlam questões mundiais e são parcialmente responsáveis pela criação de 47. A jogabilidade ocorre principalmente em vários locais abertos livremente exploráveis, com o jogo apresentando diversas oportunidades de assassinato.
A IO Interactive, diferentemente de sua abordagem nos títulos anteriores da série, queria que Hitman 3 fosse muito mais focado em história. Consequentemente, o jogo assumiu um tom muito mais sombrio. A equipe ficou mais disposta em realizar experimentações com os projetos das missões depois de anos trabalhando na franquia, modificando o loop de jogabilidade existente e implementando ideias que não tinham sido capazes ou não tiveram coragem de usar antes, como disfarçar oportunidades de assassinato dentro de uma ambientação de um mistério de assassinato. A jogabilidade ficou muito similar aos seus títulos predecessores, mas os desenvolvedores se inspiraram em simuladores imersivos ao adicionarem muitos dos novos elementos do jogo.
Hitman 3 foi o primeiro título publicado pela própria IO Interactive depois de se tornar um estúdio independente. Ele foi bem recebido pela crítica especializada, com elogios sendo direcionados para seu projeto de níveis, atmosfera, mecânicas de furtividade e habilidades de 47, com alguns críticos chegando a afirmar que era o melhor jogo da série. Hitman 3 também foi um grande sucesso comercial, sendo o título da série mais vendido da história. A IO Interactive continuou a proporcionar suporte pós-lançamento, disponibilizando conteúdos para download gratuitos que adicionaram novos elementos, modos de jogo e um novo mapa. Foi renomeado em 2023 para Hitman: World of Assassination, disponibilizando todo o conteúdo de Hitman e Hitman 2.

## Jogabilidade

A jogabilidade de Hitman 3 possibilita que o Agente 47 use diferentes disfarces, como convidado de uma festa em um vinhedo

Hitman 3 é um jogo eletrônico de furtividade em que os jogadores controlam um assassino geneticamente aprimorado conhecido apenas como Agente 47. A jogabilidade é apresentada a partir de uma perspectiva em terceira pessoa enquanto 47 realiza uma série de assassinatos em alvos espalhados em diversas localidades ao redor do mundo. Jogadores donos de Hitman e Hitman 2 podem importar mapas, níveis e progresso para Hitman 3. Mapas de jogos anteriores incorporam as novas mudanças de jogabilidade introduzidas em Hitman 3. Jogadores de Microsoft Windows, PlayStation 4 e PlayStation 5 também podem jogar o jogo em uma perspectiva em primeira pessoa por meio de um headset de realidade virtual.
A maioria dos mapas são de ambientes grandes, abertos e complexos que os jogadores podem explorar livremente para encontrar oportunidades de infiltração e assassinato. Os jogadores gradualmente descobrem "atalhos permanentes", criando novos caminhos que podem ser usados em outras ocasiões. Com exceção de um nível, vários alvos de assassinato são designados aos jogadores e podem ser destacados usando o Modo de Instinto de 47. Esta também destaca todos os itens relevantes de interesse. Táticas furtivas são essenciais para o sucesso de 47, que pode conseguir acesso a áreas restritas obtendo disfarces ao incapacitar personagens não jogáveis ou encontrá-los em algum lugar do mapa. Escutar conversas entre personagens não-jogáveis pode disponibilizar novos modos de assassinato. Os jogadores também podem encontrar em cada nível várias "missões de história" que servem como um conjunto de instruções guiadas que revelam oportunidades para assassinatos não-convencionais. Jogadores devem evitar realizar ações consideradas suspeitas, como se agachar ou correr, a fim de evitarem detecção. Disfarces podem afetar os tipos de ações que os jogadores podem realizar. Por exemplo, se vestir de guarda permite que 47 ande pelo mapa com armas sem chamar atenção de outros personagens. Alguns personagens não-jogáveis especiais podem perceber que 47 está disfarçado. Guardas têm diferentes graus de alerta. Alguns podem suspeitar de 47, que precisa tentar se misturar com o ambiente ou multidão para evitar chamar mais atenção. Guardas começarão a procurar por 47 caso o jogador seja visto realizando alguma ação ilegal. Ele deverá incapacitar as testemunhas ou trocar de disfarce a fim de evitar que isto ocorra.
Cada missão começa com uma fase de planejamento, permitindo que 47 escolha quais armas e itens levar. O jogador pode escolher seu local de início no mapa durante esta fase depois de finalizar a missão uma vez. Há diferentes métodos para abordar alvos, com 47 tendo à sua disposição uma variedade de armas e explosivos que podem ser usados na eliminação dos alvos. Itens no mundo também podem ser pegos por 47 e usados como armas improvisadas. Vários itens e e dispositivos podem ser usados para distrair inimigos ou assassinar alvos. Por exemplo, maletas permitem que 47 contrabandeie armas ilegais para dentro de alguma área, enquanto a gazua lhe permite se infiltrar em áreas trancadas. Uma nova adição de Hitman 3 é a câmera, que pode ser usada para escanear itens e transmitir informações para o contato de 47. Os jogadores ganham pontos de experiência e desbloqueiam Níveis de Dominação, que por sua vez desbloqueiam novos equipamentos, ao completarem vários desafios, jogarem missões novamente e abordarem alvos de maneiras diferentes. Ha penalizações por matar personagens diferentes do alvo ou cometer crimes em vista de personagens não-jogáveis ou câmeras de segurança. Os jogadores são encorajados a armar seus assassinatos como mortes acidentais, o que pode melhorar significativamente suas avaliações no final da missão.

### Modos
Vários outros modos de jogo de títulos anteriores estão presentes em Hitman 3. Contratos de escalonamento são contratos multiestágio cuja dificuldade vai aumentando a cada estágio. Os jogadores são encarregados de eliminar alvos sob condições específicas, como usando um disfarce específico ou com uma arma específica. Há também "Alvos Elusivos", que são missões por tempo limitado que só podem ser tentadas uma única vez. Alvos Elusivos são adicionados como atualizações regulares. Hitman 3 introduz o "Arcade dos Alvos Elusivos", um elemento permanente do jogo. Neste, os jogadores podem enfrentar vários Alvos Elusivos em sequência com a dificuldade aumentando de alvo para alvo. Falhar em um deles força os jogadores a esperarem doze horas antes de tentarem novamente. O modo de Contratos é onde os jogadores podem selecionar vários alvos por todos mapas na trilogia, adicionar complicações extras como modos específicos de eliminação e compartilhar esses contratos com outros jogadores.
Um modo roguelike chamado "Freelancer" foi adicionado em 2023. Neste, 47 precisa derrubar várias organizações criminosas como um autônomo sem ajuda, com os jogadores não podendo salvar durante as missões. Quatro líderes criminosos precisam ser eliminados para completar o modo, mas primeiro precisam eliminar membros menos graduados das organizações em missões separadas antes dos líderes serem atraídos. As condições de assassinato e o local de início dos jogadores são gerados randomicamente. Uma missão de "Confronto" fica disponível quando um líder é atraído, com quatro características físicas e três comportamentais sobre o líder sendo informadas aos jogadores. Os jogadores podem usar uma câmera para identificar o líder criminoso. Cada organização tem um "tipo" único que recompensa os jogadores por um estilo de jogo específico. Completar as missões recompensa os jogadores com merces, uma moeda que pode ser usada para comprar armas e equipamentos. Os jogadores podem ganhar merces adicionais em cada mapa ao eliminarem transportadores ou abrirem cofres. É possível encontrar fornecedores que vendem armas únicas para o modo. Algumas coletadas nos mapas podem ser levadas de volta à casa do jogador para uso em missões futuras. A casa de 47, que serve de base para o modo, gradualmente expande à medida que os Níveis de Dominação aumentam. Falhar em uma missão faz os jogadores perderem todo o equipamento levado e metade das merces que possui. Locais futuros ficam mais bem protegidos à medida que os membros das organizações ficam cientes da presença de 47. O progresso é anulado caso os jogadores fracassem em uma missão de Confronto.

## Enredo
O Agente 47, Lucas Grey e Diana Burnwood, depois de descobrirem a identidade dos três parceiros que dominam a Providence, uma organização secreta que controla questões mundiais, partem para caçá-los e matá-los por vingança. Trabalhando juntos, eles conseguem primeiro matar Carl Ingram e Marcus Stuyvesant em Dubai durante a inauguração do edifício mais alto do mundo, depois Alexa Carlisle em sua mansão ancestral em Dartmoor. Arthur Edwards, um intermediário da Providence conhecido como Constant, assume o controle da organização depois da morte dos parceiros e envia mercenários que capturam Grey e Diana. Grey se suicida para impedir que 47 seja capturado.
47 se encontra em Berlim com a hacker Olivia Hall, a única aliada de confiança de Grey. 47 descobre que a Agência Internacional de Contratos (ICA), sua antiga empregadora, enviou agentes para eliminá-lo. Ele consegue matar vários desses agentes, decidindo junto com Hall dar um fim completo à ICA ao expor seus crimes em público. 47 mata Hush e Imogen Royce, os supervisores da instalação de armazenamentos de dados da ICA em Xunquim, permitindo que Hall roube e publique todos os dados operacionais da ICA, porém antes deletando os registros sobre 47 e Diana. A ICA fica comprometida completamente e é desfeita, encerrando a carreira de 47 como assassino profissional.
Enquanto isso, Edwards tenta convencer Diana a sucedê-lo como Constant e trair 47, revelando que foi este quem matou seus pais anos antes. Diana aparentemente faz um acordo com os dois lados, aceitando a oferta de Edwards ao mesmo tempo que convida 47 para uma reunião de membros da Providence em Mendoza, onde ele é instruído a matar Tamara Vidal e Archibald Yates, as duas pessoas que se opõe à nomeação de Diana, para que assim ela possa desfazer a organização assim que assumir o controle. 47 segue as instruções, porém sua confiança em Diana é abalada quando ela o incapacita com veneno, aparentemente como vingança pela morte de seus pais.
Uma visão de Grey durante um sonho convence 47 de que Diana não o traiu de verdade, mas sim o ajudou a colocá-lo ao alcance de matar Edwards. 47 acorda em um trem da Providence viajando pelos Cárpatos na Romênia, descobrindo que Edwards também está a bordo. 47 confronta Edwards, que revela que sua intenção era transformá-lo novamente em um assassino da Providence ao apagar sua memória por meio da injeção de um soro especial. 47 mata Edwards e foge, enquanto Diana assume como Constant e faz um expurgo dos membros da Providence de posições de liderança em várias grandes corporações, derrubando a estrutura de poder da organização. Os dois se reencontram um ano depois e retomam seus antigos papéis de assassino e contato com o objetivo de manter as elites globais na linha, mas agora como independentes.
Em um final alternativo, caso 47 tome a injeção depois de confrontar Edwards, ele desmaia e acorda tempos depois dentro de uma sala acolchoada, sendo saudado pela voz de Edwards dizendo: "Acorde. Acorde, meu amigo. É a alvorada de um novo dia e você tem coisas para fazer", recriando o começo de Hitman: Codename 47.

## Desenvolvimento

### Projeto de jogabilidade
A ideia para cada localidade em que as missões de Hitman 3 são ambientadas começou com a equipe decidindo sobre algumas palavras-chave e frases que definiriam os temas dos níveis. Cada área do jogo foi projetada para ser um espaço grande o bastante para que os jogadores pudessem explorar e expressar suas criatividades. Os desenvolvedores trabalharam com contrastes, assim como haviam feito em títulos anteriores da série. Por exemplo, embaixo das ruas escuras e enxarcadas de Xunquim há uma instalação de pesquisa hiper moderna e clara. As missões também se contrastam umas com as outras. Por exemplo, o nível de Dubai, que se passa durante a inauguração de um arranha-céu, é imediatamente sucedida por Dartmoor, que se passa em uma mansão antiga. O diretor Mattias Engström afirmou que os mapas de Mumbai e Miami em Hitman 2 alcançaram os limites de tamanho de missão, o que potencialmente sobrecarregou os jogadores, assim a equipe projetou Hitman 3 entendo que era "melhor ser um pouco mais perspicaz e focado para criar uma experiência mais polida e coerente". Os níveis de Hitman 3 são de uma natureza mais experimental, com a desenvolvedora IO Interactive alterando a fórmula de jogabilidade para algumas missões, como o nível de Berlim, ou implementando ideias antigas que não tinham sido usadas, como mistério de assassinato de Dartmoor.
Os desenvolvedores se inspiraram em jogos de simulação imersiva no projeto de várias características, como teclados e outros itens que criam quebra-cabeças para os jogadores solucionarem. Atalhos que podem ser desbloqueados apenas de um lado, mas que permanecerão abertos em rodadas futuras, foram projetados com o objetivo de "encorajar exploração, recompensar curiosidade e incentivar rejogabilidade". Previsibilidade e consistência foram fatores importantíssimos para a inteligência artificial, com os desenvolvedores querendo que o jogo fosse divertido e interessante para experimentar, mesmo que isso significassem que às vezes a inteligência artificial parecesse "estúpida". Entretanto, programar a inteligência artificial exigiu um esforço enorme da equipe. Reuniões frequentes foram realizadas a fim de discutir mudanças no comportamento de um alvo, com muito tempo sendo gasto para garantir que o sistema e a simulação não iriam quebrar, mesmo se os jogadores realizassem ações pouco convencionais.

### Projeto de níveis
Engström deu aos projetistas de níveis e artistas várias frases para a primeira missão em Dubai, como "um começo convidativo", "aberto e arejado" e "no topo do mundo". A equipe achou que o nível não estava fazendo jus às palavras-chave "vertigem" e "verticalidade", não transmitindo aos jogadores a sensação de que estavam no alto de um arranha-céu. Desta forma, o início da missão foi alterado para que os jogadores começassem do lado de fora do edifício e encontrassem seu caminho para dentro, em vez de começar com 47 saindo de um elevador no átrio. Membros da equipe da IO visitaram Dubai no início do desenvolvimento com o objetivo de colherem materiais de referência.
O nível de Dartmoor foi inspirado em frases como "uma casa cheia de segredos", "sinistro" e "vulnerável". A ambientação de mansão foi decidida cedo no desenvolvimento e elementos como a arquitetura gótica foram inspirados em ficção investigativa, como os romances de Agatha Christie. A estrutura linear de um mistério de assassinato fez com que a IO retrabalhasse algumas das mecânicas e caminhos narrativos, pois entravam em conflito com os princípios de rejogabilidade e liberdade do jogador. A equipe experimentou ter culpados randomizados, mas houve dificuldade para criar uma narrativa. Os jogadores, mesmo com a história única e fixa, ainda precisam jogar o nível para terem a visão completa do incidente. Os jogadores podem reunir evidências para acusarem personagens diferentes, resultando em resoluções diferentes. A história exige um disfarce de detetive para garantir acesso livre a quase todo o mapa, diferentemente da maioria dos níveis de Hitman, em que os jogadores devem evitar serem detectados. A primeira versão da missão permitia liberdade total ao jogador para explorar os aposentos e falar com as pessoas, mas os jogadores não sabiam exatamente com quem poderiam falar ou que aposentos eram relevantes. A equipe destacou todas as pessoas e objetos de interesse, mas isto criou uma experiência entediante, com os jogadores apenas seguindo cada ícone e interagindo com as instruções. A versão final usa meios mais sutis para guiar os jogadores, como por conversas entre personagens não jogáveis. Algumas pistas, como uma corrente de vento ou o som de papel amassado, foram usados para indicar os jogadores na direção correta de pistas. Um alvo secundário foi considerado, mas cortado.
A missão de Berlim foi baseada nas palavras-chave "solidão" e "isolamento". A floresta na abertura foi projetada deliberadamente para ser escura e isolada a fim de contrastar com a rave vista na parte principal do nível. A IO tentou fazer com que a rave e a música na casa noturna fossem autênticas. O principal projetista da missão vive em Berlim e fez reconhecimento de local para o nível, tirando fotos de referência e gravando sons. O compositor Niels Bye Nielsen escreveu as músicas tocadas na rave, em vez de ir atrás de faixas de outras fontes. A multidão de personagens não jogáveis foi programada para ajustar os movimentos de dança em resposta às músicas. Não história guiada alguma no nível de Berlim, diferentemente de todos os outros níveis da trilogia, com os jogadores precisando identificar os alvos por conta própria. A equipe inicialmente incluiu um alvo principal e vários alvos opcionais, mas depois foi decidido deixar a escolha de alvos para os jogadores. Todos os dez agentes originalmente apareceriam no modo de instinto do jogo, porém os desenvolvedores acharam que isso na primeira vez seria opressivo. Berlim é o primeiro nível da trilogia a ter alvos armados que enfrentam o jogador em vez de fugir. Versões iniciais da missão incluíam agente patrulhando em duplas e alvos imediatamente atacando 47 caso este fosse avistado, mas a equipe achou que isso era muito punitivo. Este foi o nível mais caro de se criar como resultado dos elementos do desenvolvimento, como identificação de alvos e diferentes métodos de apresentar informações ao jogador.

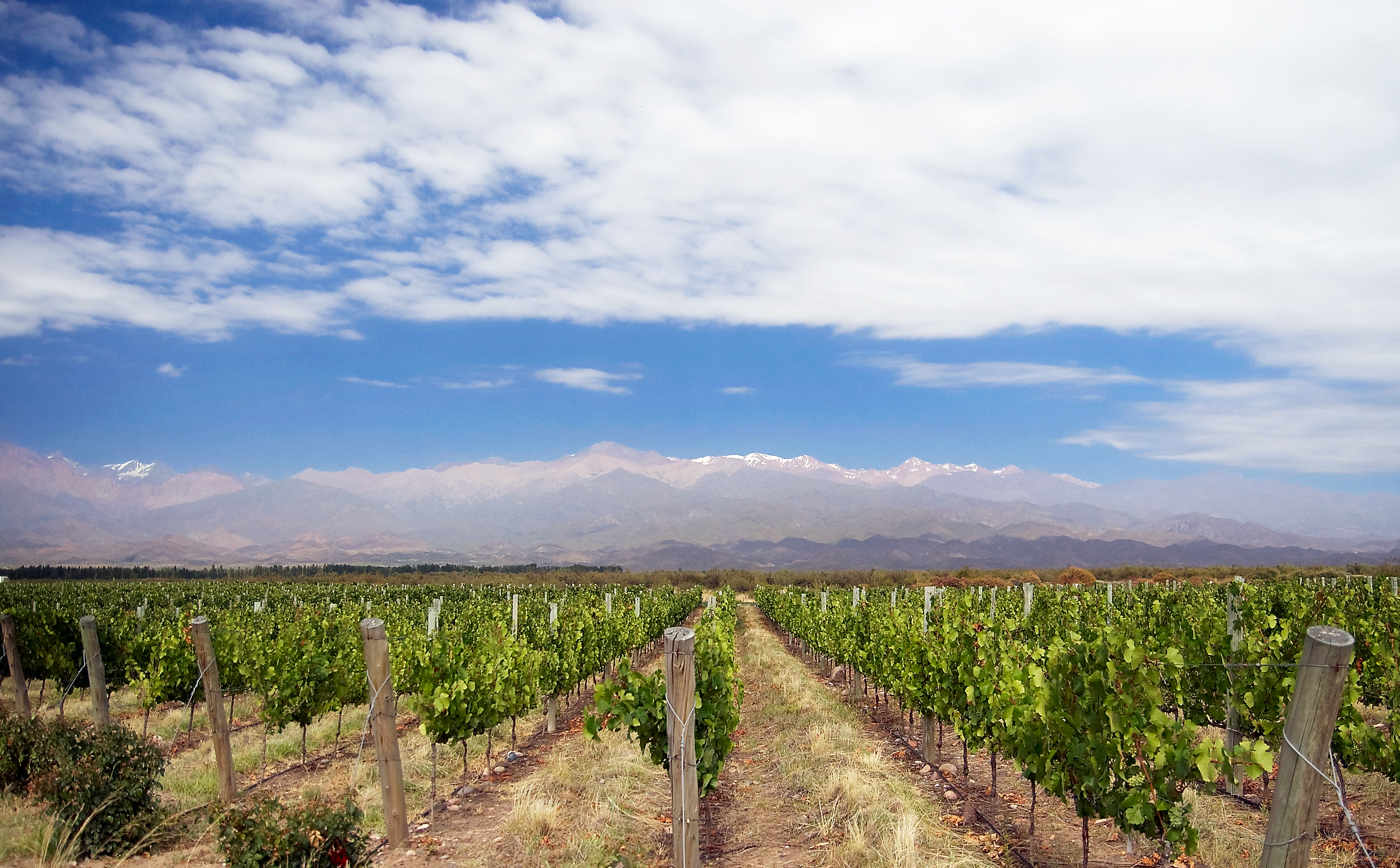
Uma das missões do jogo se passa em um vinhedo em Mendoza, na Argentina

As duas ideias originais para o nível de Mendoza eram para um "local de tango se passando em Buenos Aires" ou um vinhedo na África do Sul. As duas ideias foram combinadas e Mendoza foi escolhida porque é conhecida internacionalmente como uma região produtora de vinho. O estúdio se esforçou para criar um local ficcional com terreno e vegetação de aparência autêntica, mostrar o processo de vinificação e representar corretamente aspectos da cultura argentina, como tango e chimarrão. Pablo Prada, produtor associado da IO, é argentino e forneceu informações de primeira mão para muitos aspectos do nível. A Reserva Natural Villavicencio foi uma inspiração para a arquitetura do vinhedo. Dançarinos profissionais foram contratados para as animações de tango e consultados sobre a música. Os projetistas foram reforçados a reutilizar diálogos em espanhol para os personagens não jogáveis que tinham sido previamente gravados em sotaques colombiano e mexicano, em vez de gravar novos sotaques argentinos, devido a questões de orçamento e pandemia de COVID-19. A empresa em vez disso escolheu se focar em garantir atores para o nível de Xunquim.
A Ilha Ambrose foi adicionada como um conteúdo para download gratuito em 2022, se passando durante os eventos de Hitman 2. A ideia da equipe era criar uma "fantasia pirata" e "criar um lugar que parecesse perigoso, mas onde 47 pertence". A IO queria explorar o que aconteceu com a milícia de Lucas Grey depois dele ter ido embora em Hitman 2. Os desenvolvedores exploraram a ideia de facções rivais, com milicianos e piratas na ilha à beira do conflito. Isto permitiu que a equipe criasse "uma história rica e situações interessantes". A ilha proporcionou um meio natural de definir os limites do mapa. Diferentemente de outros mapas de Hitman, que giram em torno de áreas artificiais, como Santa Fortuna e Mumbai em Hitman 2, a Ilha Ambrose foi projetada em torno de uma topologia rochosa e selva naturais, com boa parte do mapa consistindo em ambientes naturais. A topologia e selva dividem a ilha em zonas diferentes, permitindo que a equipe experimentasse com uma verticalidade maior do que o normal.

### Narrativa
A IO enfatizou os aspectos de história em Hitman 3 e procurou criar um fechamento para o personagem de 47. O jogo incorpora momentos artesanais na primeira vez que se joga, com o objetivo sendo integrado muitos momentos importantes de história na jogabilidade. Hitman 2 estabeleceu os personagens importantes, com Hitman 3 permitindo que eles desenvolvessem seus próprios arcos e se tornassem mais envolvidos tanto na história quanto na jogabilidade. 47 passa por um período de autodescoberta no decorrer dos três jogos: descobrindo sobre seu passado, reconstruindo relacionamentos com outros personagens e percebendo sua capacidade de exercer seu livre-arbítrio. No nível de Berlim, em que ele recusa o conselho de uma aliada para ir embora e em vez disso escolhe eliminar os agentes enviados para matá-lo, foi considerado pela equipe como um "momento de personagem" importante, pois representa a primeira ocasião em que ele deve fazer uma escolha. Em Mendoza é a primeira vez que o jogador se encontra cara a cara com Diana na trilogia. Ao final da missão ela dança um tango com 47. A IO decidiu limitar as escolhas de disfarces do jogador para este momento com o objetivo de manter a atmosfera e não minar a narrativa. O nível dos Cárpatos, controverso após o lançamento de Hitman 3 por seu projeto linear, foi descrito por Engström como uma "peça movida pela narrativa que esta estabelecendo fechamento para a trilogia". O trem foi projetado como uma metáfora de 47 ter passado sua vida inteira "seguindo um caminho determinado por outros", com ele desembarcando do trem ao final simbolizando deixar o passado para trás como assassino de aluguel. O tom de Hitman 3 é "mais maduro, sério e sombrio" quando comparado a Hitman 2, que tem um tom mais leve. Os desenvolvedores tiveram uma abordagem mais comedida sobre o humor do jogo. Elementos de leveza ainda foram importantíssimos para o projeto de jogo, mas foram feitos para que mais provavelmente fossem descobertos se jogando outras vezes e não "descarados" como em Hitman 2.
Hitman 3 teve seis roteiristas e um produtor que administrava a equipe de roteiro. Segundo Forest Swartout Large, produtor executivo o orçamento de diálogos foi uma parte considerável do orçamento geral porque a equipe precisou escrever diálogos não apenas para a história linear, mas também para momentos surgidos a partir da jogabilidade. O elenco inclui David Bateson como 47, Jane Perry como Diana, John Hopkins como Lucas Grey, Isaura Barbé-Brown como Olivia Hall e Phillip Rosch como Arthur Edwards. Bateson foi instruído a não alterar seu sotaque para diálogos incidentais para que se encaixassem com a situação. Em vez disso, foi direcionado a recitar cada fala de uma maneira "deliciosamente inexpressiva", não importando o quão absurda ela fosse. Ele também afirmou que queria "dar a [47] uma qualidade quase monstro de Frankenstein". Bateson refletiu sobre a evolução do humor negro no decorrer da trilogia, comentando que tinha "amadurecido e evoluído como um bom queijo ou bom vinho, sem os roteiristas querendo menosprezar ou transformar isso em algum tipo de comédia leve, porque não é. Pessoas estão tendo mortes horríveis. Mas é bom ter aquele humor negro".

### Tecnologia
A IO reduziu o tamanho do arquivo de Hitman 3, incluindo os dados dos dois primeiros jogos, dos 150 gigabytes de Hitman 2 para a sessenta a setenta gigabytes. Melhoramentos no motor de jogo Glacier permitiram que o estúdio usasse uma compressão LZ4 sem perda de dados. A equipe mudou seu método de importar conteúdos de títulos anteriores, reduzindo a duplicação de dados. A IO fez uma parceria com a Intel com o objetivo de otimizar a performance de Hitman 3 em unidades centrais de processamento com oito núcleos ou mais, o que permitiu a inclusão de mais multidões e ambientes destrutíveis. Sombreamento de taxa variável, uma técnica para melhorar a performance de renderização pela mudança dinâmica da taxa de sombreamento de diferentes partes do quadro, foi usada. Elementos para unidades centrais de processamento mais avançadas foram adicionadas em 2022, incluindo traçado de raio em tempo real e superamostragem adaptativa ao se usar Nvidia DLSS ou AMD FidelityFX Super Resolution.
A ideia de adicionar um modo de realidade virtual se originou em 2018, quando um projetista sênior levou seu PlayStation VR para o escritório com o objetivo de mostrá-lo aos seus colegas. Os funcionários da IO "não conseguiam parar de jogar" Firewall: Zero Hour, o que inspirou os desenvolvedores a criarem seu próprio modo de realidade virtual para Hitman 3. A equipe de realidade virtual, que era formada por dez a doze pessoas, achava que o projeto de níveis se adequava à nova perspectiva oferecida, mesmo com o jogo não tendo sido projetado com realidade virtual em mente. O sistema de cobertura foi refeito, com os jogadores se agachando fisicamente para se esconderem em vez de um sistema de cobertura. Foi permitido que os jogadores tivessem movimentos livre com as armas brancas em vez de usarem animações pré-escritas. Muitos itens originalmente eram bem pequenos na tela ou obscurecidos pela interface de usuário, tendo sido refeitos para serem mais detalhados. Miras holográficas foram usadas para a mira em primeira pessoa. A realidade virtual foi projetada para ser uma experiência imersiva pessoal, mas a IO decidiu não reduzir o conteúdo violento do jogo.

## Lançamento
Hitman 3 foi anunciado em 11 de junho de 2020 durante o evento em que foi mostrado pela primeira vez o sistema PlayStation 5. Os produtores afirmaram que o jogo é "mais maduro, sério e escuro" se comparado com os dois jogos anteriores. A IO Interactive publicou o jogo quando foi lançado a 20 de janeiro de 2021 para Microsoft Windows (via Epic Games Store), Nintendo Switch (via streaming), PlayStation 4, PlayStation 5, Xbox One, Xbox Series X/S e Stadia.
A 27 de agosto de 2020, as pré-reservas iniciaram para os jogadores dos sistemas PlayStation, Windows e Xbox e a 8 de setembro as pre-reservas para Stadia. Foi anunciada também uma Edição Deluxe que inclui “Escalations” exclusivas, itens e fatos assim como a banda sonora digital dos três jogos. Uma versão física da Edição Deluxe que contém todo o conteúdo digital e um passaporte real será lançada via Limited Run Games.

## Recepção

### Crítica
Hitman 3 foi bem avaliado pela crítica especializada segundo o site agregador de resenhas Metacritic. Ele foi considerado como um dos melhores títulos da série e também como um dos melhores jogos de furtividade na história. Foi elogiado pelo seu loop de jogabilidade, criatividade e projeto de níveis. É o jogo mais bem avaliado de toda a franquia Hitman.

### Vendas
Hitman 3 foi o jogo eletrônico mais vendido no Reino Unido em seu fim de semana de estreia, com suas vendas sendo dezessete por cento maiores do que Hitman 2. A IO afirmou que Hitman 3 teve o "melhor lançamento digital" da franquia. Suas vendas ultrapassaram o orçamento de desenvolvimento apenas uma semana depois de sua estreia. Hakan Abrak, diretor-executivo da IO, afirmou em abril de 2021 que Hitman 3 tivera um desempenho comercial "300% melhor" do que Hitman 2. Se tornou o jogo mais bem sucedido da trilogia World of Assassination e também de toda franquia Hitman em novembro de 2021, tendo alcançado cinquenta milhões de jogadores.

## Futuro
A IO confirmou que desenvolveria novos jogos de Hitman no futuro, mas que Hitman 3 seria o último título da trilogia World of Assassination e a série permaneceria em um hiato pelo futuro próximo. Christian Elverdam, oficial chefe de criação da IO, comentou que se afastar temporariamente da franquia Hitman e encerrar esse capítulo da história de 47 parecia "adequado". O estúdio posteriormente afirmou que provavelmente a fórmula de Hitman será reinventada quando a série retornar.